# 補充隊
補充隊（ほじゅうたい、英: Replacement depot）とは、入隊する入隊者を管理して、充員を必要とする部隊に兵士を配置する部隊のこと。

## 各国軍の補充隊

### 日本軍
日本陸軍の補充隊は、太平洋戦争の末期を除けば、臨時に置かれる性格の部隊であった。
日清戦争以前からの陸軍は、3年または2年間兵営に入ることを義務づけられた兵士と、それより長く勤務する下士官と、中高年になるまで軍にとどまる将校とからなった。毎年徴兵される新兵は、常備軍の部隊に直接配属され、そこで教育・訓練を受けた。新たな兵士が入隊するまでの一年間で一通りの訓練を終え、2、3年後に兵営から出た。よって、兵士の3分の1か2分の1は、一年未満の経験しかない初年度兵である。次々に入る新兵を次々に教育して送り出すのが、平時の部隊の任務の重要部分であった。この仕組みでは、教育・訓練専用の部隊は必要ない。
戦争が起きて部隊が出征すると、後にした衛戍地（駐屯地）に教育・訓練に専念する部隊が置かれた。これが補充隊である。補充隊は、教育にあたる将校・下士官と、新兵だけで構成される。そこで数か月間教育された兵士は、損耗した部隊に補充されるか、戦時に臨時編成された新しい部隊に配属された。平時の教育の単位は連隊で、補充隊は各連隊に対応して設けられた。補充隊の上にあったのは、師団の留守にやはり臨時に置かれた留守師団司令部である。師団司令部留守部と称した時期もある。補充隊と司令部をあわせて留守師団といった。師団に属さない部隊に対応する、留守師団に属さない補充隊もあった。
日清戦争のときには、個々の補充隊は「歩兵第7連隊補充大隊」、「輜重兵第3大隊補充中隊」などと称した。歩兵第7連隊に補充兵を送る大隊規模の部隊、輜重兵第3大隊に補充兵を送る中隊規模の部隊である。このように、連隊の補充のためには大隊、大隊の補充のためには中隊と、一つ下のランクで部隊を作った。後には歩兵xx連隊補充隊などと称した。1938年の編制で、騎兵連隊補充隊は本部の下に中隊を1つだけ持って235人（甲編制）または157人（乙編制）、工兵連隊補充隊は補充隊本部の下に3個中隊をもって581人を定員とした。歩兵連隊補充隊は大隊を持ち、おおよそ大隊から連隊相当である。
留守師団と補充隊は、日中戦争以降に諸師団が国外に出て帰らなくなって、設置が常態化した。1945年4月に留守師団を常設の師管区部隊に改組したときに、補充隊も常設になった。命名法も変わり、名古屋師管区歩兵第1補充隊、第2補充隊などと名付けられ、特定の連隊との関係が除かれた。

### アメリカ軍

#### 説明（アメリカ軍）
アメリカの補充隊は第二次世界大戦時代のヨーロッパ戦線でアメリカ陸軍が運用された部隊として、俗語では「repple depple」と呼ばれた。
下記の一覧は、1945年1月に存在したアメリカ陸軍の補充隊である。
| 部隊         | 所在地                       | Formation served                                   |
| ------------ | ---------------------------- | -------------------------------------------------- |
| 第1訓練所    | イギリス、シュリヴェンハム   | ETO retraining limited assignment men for new duty |
| 第2補充隊    | フランス、タオン             | 第7軍 direct support                               |
| 第3補充隊    | ベルギー、ヴェルヴィエ       | 第1軍 direct support                               |
| 第9補充隊    | フランス、フォンテーヌブロー | ETO officer and OCS retraining center              |
| 第10補充隊   | イギリス、リッチフィールド   | hospital returnees & casuals                       |
| 第11補充隊   | ベルギー、ジヴェ             | 第1軍 and 第9軍 intermediate pool                  |
| 第12補充隊   | イギリス、ティッドワース     | ETO reception depot and enlisted retraining center |
| 第14補充隊   | フランス、ヌフシャトー       | 第3軍 and 第7軍 intermediate pool                  |
| 第15補充隊   | フランス、ル・アーヴル       | ETO reception depot                                |
| 第16補充隊   | フランス、コンピエーニュ     | ETO enlisted retraining center                     |
| 第17補充隊   | フランス、アンジェルビリエ   | 第3軍 direct support                               |
| 第18補充隊   | ベルギー、Tonges             | 第9軍 direct support                               |
| 第19補充隊   | フランス、エタンプ           | hospital returnees & casuals                       |
| 第51補充大隊 | フランス、シャルヴィル       | 第15軍 direct support                              |
| 第54補充大隊 | フランス、マルセイユ         | ETO reception depot                                |
| 第6900臨時隊 | ベルギー、ヴェルヴィエ       | unkn.                                              |
| 第6960臨時隊 | フランス、Coetquidon         | ETO enlisted training center                       |

### 韓国軍

#### 歴史（韓国軍）
- 1952年2月 - 慶尚南道東萊郡(現在の釜山広域市東萊区)で第２補充隊第5補充中隊が創設
- 1953年8月12日 - 陸軍第一訓練所の一部の部隊が江原道春川市槿花洞に移転して、102補充大隊が創設
- 1958年 - 第２補充隊5補充中隊が京畿道楊州郡議政府邑虎院里(現在の議政府市 虎院洞)に移転して、101補充大隊に変更
- 1987年10月14日 - 102補充大隊が春川市槿花洞で春城郡新北面(現在の春川市新北邑)に移転
- 1989年 - 101補充大隊が議政府市虎院洞から 龍峴洞に移転して、306補充大隊に変更
- 2014年12月31日 - 306補充大隊が解体
- 2016年11月1日 - 102補充大隊が解体

#### 説明（韓国軍）
韓国の補充隊は大韓民国陸軍の部隊として、下記のようなことを遂行する。
- 入隊者に物品補給(戦闘服などを補給)と身体検査後、各軍の隷下師団の新兵敎育大隊に配置
  - 健康異常者については補給された物品の回収と帰宅処置（帰宅措置を受けた者は一定の期間後に再入隊したり兵務庁の徴兵検査場で徴兵検査）
- 陸軍訓練所で訓練を受けた待機兵を収容後、各軍の 隷下師団に配置

現在は韓国軍の補充は廃止されたため、入隊する新兵たちは師団新兵教育隊に入所する。
第102補充大隊(ko:제102보충대대、102補充隊)
江原道春川市、第1軍、1951年～2016年
第306補充大隊(ko:제306보충대대、306補充隊)
京畿道議政府市、第3軍、1952年～2014年